# Sue Johnson
Sue Johnson (* 19. Dezember 1947; † 23. April 2024) war Psychologin und Begründerin der Emotionsfokussierten Paartherapie (EFT). Sie besaß eine Professur an der Universität von Ottawa in Kanada und eine an der Alliant University in San Diego (USA). Sie leitete das International Center for Excellence in Emotionally Focused Therapy (ICEEFT), das in EFT-Paartherapie ausbildet. Außerdem leitete sie das Ottawa Couple and Family Institute. Das Buch Halt mich fest hat viele Auflagen erreicht.

## Werke (Auswahl)

### Bücher
- Emotionally Focused Couple Therapy with Trauma Survivors. The Guilford Press, New York/London 2002 (englisch)
- Die Praxis der emotionsfokussierten Paartherapie. Junfermann, Paderborn 2009
- Liebe macht Sinn: Revolutionäre neue Erkenntnisse über das, was Paare zusammenhält. btb - Random House  2014
- Created for Connection: The "Hold Me Tight" Guide for Christian Couples. Little, Brown and Company, New York 2016 (englisch)
- Halt mich fest. Sieben Gespräche zu einem von Liebe erfüllten Leben. Emotionsfokussierte Therapie in der Praxis, Junfermann, Paderborn 2019, ISBN 978-3-87387-772-6.
- Bindungstheorie in der Praxis - Emotionsfokussierte Therapie mit Einzelnen, Paaren und Familien. Junfermann, Paderborn 2020
- Emotionsfokussierte Einzeltherapie (EFIT). Junfermann, Paderborn 2023

Sue Johnson hat außerdem zahlreiche Beiträge für Fach- und Publikumszeitschriften geschrieben.

### DVDs (Auswahl)
- 1993: Trainings-DVD Nr. 1: Healing broken bonds.
- 2002: Trainings-DVD Nr. 2: Couples and Trauma.
- 2003: Trainings-DVD Nr. 3: A Consultation in EFT – Shaping Change Events.
- 2003: Trainings-DVD Nr. 4: Interventions in EFT.
- 2004: An Externship in Emotionally Focused Couples Therapy.
- 2009: Trainings-DVD Nr. 5: Re-engaging Withdrawers. Deutsche Übersetzung: Reengagement des Rückzüglers.
- 2011: Emotionally Focused Therapy in Action.
- 2011: Working Successfully with Same Sex Couples - The EFT Path to Secure Connection.  Deutsche Übersetzung: Erfolgreich mit gleichgeschlechtlichen Paaren arbeiten.
- 2014: Shaping Secure Connection: Stages 1 & 2 of Emotionally Focused Couple Therapy. Deutsche Übersetzung: Sichere Bindungen gestalten - Phase I und II der EFT.
- 2015: Hold Me Tight: Conversations for Connection. Deutsche Übersetzung: Hold Me Tight - Gespräche für Verbundenheit mit Dr. Sue Johnson.
- 2019: EFIT - Creating Core Changes in Emotionally Focused Individual Therapy. Deutsche Übersetzung: EFIT - Nachhaltige Veränderung in der Emotionsfokussierten Einzeltherapie schaffen.